# Sony Pictures Plaza

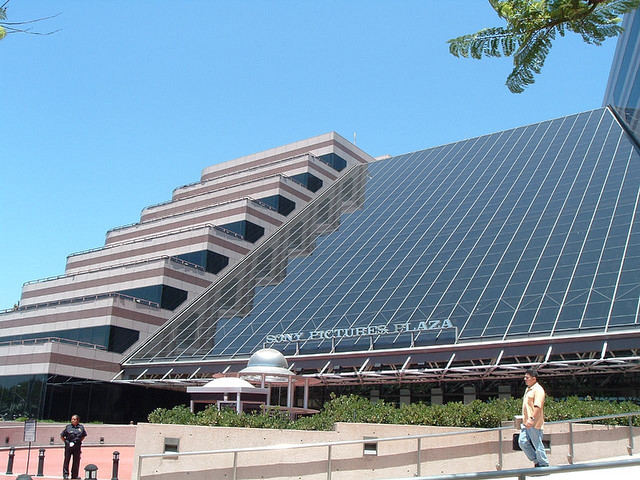
Sony Pictures Plaza

Het Sony Pictures Plaza (SPP; ook wel Sony Plaza) is een groot entertainmentsgebouw in de Amerikaanse film- en televisiestad Culver City. Het plaza maakt deel uit van de Sony Pictures Studios, de hoofdproductiefaciliteit van Sony Pictures Entertainment. In het plaza zitten naast kantoren van Columbia en Tristar Pictures, ook een bioscoop, openbare zalen en andere openbare gelegenheden.